# إريك بلدسو
إريك بلدسو (بالإنجليزية: Eric Bledsoe)‏ مواليد 9 ديسمبر 1989 في برمنغهام، هو لاعب كرة سلة أمريكي بدأ مسيرته الاحترافية في سنة 2010 حيث تم اختياره من قبل فريق أوكلاهوما سيتي ثاندر خلال الدرافت، يلعب مع فريق فينيكس صنز في الرابطة الوطنية لكرة السلة كلاعب هجوم خلفي ويحمل الرقم 2. يبلغ طوله 6 قدم 1 بوصة (1.9 م).

## فرق لعب لها
- لوس أنجلوس كليبرز
- فينيكس صنز

## إحصائيات المسيرة

### الموسم الاعتيادي
| السنة   | الفريق            | لعب | بدأ | دقيقة | ميداني% | ثلاثية | حرة  | ارتداد | صنع | استلاب | تصدي | نقطة |
| ------- | ----------------- | --- | --- | ----- | ------- | ------ | ---- | ------ | --- | ------ | ---- | ---- |
| 2010–11 | لوس أنجلوس كليبرز | 81  | 25  | 22.7  | .424    | .276   | .744 | 2.8    | 3.6 | 1.1    | .3   | 6.7  |
| 2011–12 | لوس أنجلوس كليبرز | 40  | 1   | 11.6  | .389    | .200   | .636 | 1.6    | 1.7 | .8     | .4   | 3.3  |
| 2012–13 | لوس أنجلوس كليبرز | 76  | 12  | 20.4  | .445    | .397   | .791 | 3.0    | 3.1 | 1.4    | .7   | 8.5  |
| 2013–14 | فينيكس صنز        | 43  | 40  | 32.9  | .477    | .357   | .772 | 4.7    | 5.5 | 1.6    | .3   | 17.7 |
| 2014–15 | فينيكس صنز        | 81  | 81  | 34.6  | .447    | .324   | .800 | 5.2    | 6.1 | 1.6    | .6   | 17.0 |
| 2015–16 | فينيكس صنز        | 31  | 31  | 34.2  | .453    | .372   | .802 | 4.0    | 6.1 | 2.0    | .6   | 20.4 |
| المسيرة |                   | 352 | 190 | 25.9  | .447    | .333   | .781 | 3.6    | 4.3 | 1.4    | .5   | 11.6 |

### التصفيات
| السنة   | الفريق            | لعب | بدأ | دقيقة | ميداني% | ثلاثية | حرة  | ارتداد | صنع | استلاب | تصدي | نقطة |
| ------- | ----------------- | --- | --- | ----- | ------- | ------ | ---- | ------ | --- | ------ | ---- | ---- |
| 2012    | لوس أنجلوس كليبرز | 11  | 0   | 17.2  | .587    | .429   | .625 | 2.4    | 2.1 | 1.2    | .4   | 7.9  |
| 2013    | لوس أنجلوس كليبرز | 6   | 0   | 16.2  | .500    | .111   | .667 | 2.5    | 3.0 | .3     | .5   | 6.5  |
| المسيرة |                   | 17  | 0   | 16.8  | .559    | .250   | .643 | 2.4    | 2.4 | .9     | .4   | 7.4  |

## روابط خارجية
- إريك بلدسو على موقع إن بي أي (الإنجليزية)
- إريك بلدسو على موقع سبورتس رفرنس (الإنجليزية)
- إريك بلدسو على موقع كرة السلة الأوروبية.كوم (الإنجليزية)
- إريك بلدسو على موقع إي إس بي إن.كوم (الإنجليزية)
- إريك بلدسو على موقع كلية كرة السلة في سبورتس رفرنس.كوم (الإنجليزية)
- إريك بلدسو على موقع ريلجم (الإنجليزية)
- إريك بلدسو على موقع بروبوليرز (الإنجليزية)
- إريك بلدسو على موقع سبورتس رفرنس (الإنجليزية)
- إريك بلدسو على موقع سبورتس رفرنس (الإنجليزية)